# Scotogramma densa
Scotogramma densa är en fjärilsart som beskrevs av Smith 1893. Scotogramma densa ingår i släktet Scotogramma och familjen nattflyn. Inga underarter finns listade.